# Эрнст II (герцог Саксен-Гота-Альтенбургский)
Эрнст II Людвиг Саксен-Гота-Альтенбургский (нем. Ernst II. Ludwig von Sachsen-Gotha-Altenburg; 30 января 1745, Гота — 20 апреля 1804, Гота) — герцог Саксен-Гота-Альтенбургский с 10 марта 1772, второй сын герцога Фридриха III Саксен-Гота-Альтенбургского и его супруги Луизы Доротеи Саксен-Мейнингенской.

## Биография
Эрнст II Людвиг Саксен-Гота-Альтенбургский получил воспитание во французском духе и находился под сильным влиянием идей просветительной литературы. Когда он вступил на престол 10 марта 1772, его герцогство было обременено долгами и народ страдал от тяжести налогов. Эрнст значительно сократил расходы на двор, ограничил роскошь, улучшил правосудие, много заботился о благотворительных учреждениях, основывал новые учебные заведения и т. п. Когда английское правительство стало нанимать у немецких князей солдат для войны с американцами, Эрнст наотрез отказался вступить в подобный торг.
Он очень интересовался успехами астрономии и физики и основал около Готы обсерваторию, получившую большую известность благодаря астроному Цаху. Вообще Эрнст покровительствовал ученым и художникам и оставил значительное собрание сокровищ литературы и искусства.
Когда вспыхнула Французская революция, Эрнст сначала отнесся к ней с большим сочувствием, но дальнейшие события скоро отвратили его от Франции.
С 1774 года стал масоном, членом готской ложи «Zum Rautenkranz», которая работала по Циннендорфской системе. С 1775 году он был «великим мастером» Земельной ложи Германии (Циннедорфской системы).
В 1783 году Эрнест стал членом «Общества Баварских иллюминатов» и был известен под именами: Quintus Severus и / или Timoleon. В 1787 году он предоставил Адаму Вайсхапту, основателю «Общества Баварских иллюминатов», убещище в Готе.
Как масон, он был похоронен завернутый в белую ткань на острове парка.

## Потомки
В марте 1769 года Эрнст женился на принцессе Шарлотте Саксен-Мейнингенской, дочери герцога Антона Ульриха Саксен-Мейнингенского. В этом браке родилось четверо сыновей, из которых двое достигли зрелого возраста:
- Эрнст (1770—1779), наследный принц Саксен-Гота-Альтенбурга
- Август (1772—1822), первый брак — с Луизой Шарлоттой Мекленбург-Шверинской, дочь Луиза (1800—1831), второй брак — с Каролиной Амалией Гессен-Кассельской, брак бездетный
- Фридрих IV (1774—1825) — женат не был, детей не имел
- Людвиг (1777)